# Zee Cine Award/Beste Hauptdarstellerin
Der Zee Cine Award Best Actor - Female (beste Hauptdarstellerin) ist eine Kategorie des indischen Filmpreises Zee Cine Award.
Der Zee Cine Award Best Actor - Female wird von den Zuschauern gewählt. Die Gewinnerin wird im März bei der Preisverleihung bekannt gegeben.
Liste der Gewinnerinnen:
| Jahr | Schauspielerin   | Film                   | Deutscher Titel                                      |
| ---- | ---------------- | ---------------------- | ---------------------------------------------------- |
| 1998 | Madhuri Dixit    | Dil To Pagal Hai       | Dil To Pagal Hai – Mein Herz spielt verrückt         |
| 1999 | Kajol            | Kuch Kuch Hota Hai     | Kuch Kuch Hota Hai – Und ganz plötzlich ist es Liebe |
| 2000 | Aishwarya Rai    | Hum Dil De Chuke Sanam | Ich gab Dir mein Herz, Geliebter                     |
| 2001 | Tabu             | Astitva                | —                                                    |
| 2002 | Tabu             | Chandni Bar            | —                                                    |
| 2003 | Aishwarya Rai    | Devdas                 | Devdas – Flamme unserer Liebe                        |
| 2004 | Urmila Matondkar | Bhoot                  | —                                                    |
| 2005 | Rani Mukerji     | Hum Tum                | Hum Tum – Ich & du, verrückt vor Liebe               |
| 2006 | Rani Mukerji     | Black                  | —                                                    |
| 2007 | Kajol            | Fanaa                  | Fanaa                                                |
| 2008 | Kareena Kapoor   | Jab We Met             | Jab We Met – Als ich Dich traf                       |
| 2009 | keine Verleihung |                        |                                                      |
| 2010 | keine Verleihung |                        |                                                      |
| 2011 | Vidya Balan      | Ishqiya                | —                                                    |
| 2012 | Vidya Balan      | The Dirty Picture      | —                                                    |
| 2013 | Priyanka Chopra  | Barfi!                 | —                                                    |
| 2014 | Deepika Padukone | Chennai Express        | Chennai Express                                      |
| 2016 | Deepika Padukone | Bajirao Mastani        | Bajirao & Mastani – Eine unsterbliche Liebe          |
| 2017 | Anushka Sharma   | Sultan                 | —                                                    |
| 2018 | Alia Bhatt       | Badrinath Ki Dulhania  | —                                                    |
| 2019 | Alia Bhatt       | Raazi                  | —                                                    |